# Koțuriv, Pustomîtî
Koțuriv (în ucraineană Коцурів) este un sat în comuna Zvenîhorod din raionul Pustomîtî, regiunea Liov, Ucraina.

## Demografie
Componența lingvistică a localității Koțuriv
     Ucraineană (99,42%)
     Alte limbi (0,58%)
Conform recensământului din 2001, majoritatea populației localității Koțuriv era vorbitoare de ucraineană (99,42%), existând în minoritate și vorbitori de alte limbi.